# Journal of Knowledge Management
Journal of Knowledge Management é uma revista científica interdisciplinar, com revisão por pares, dedicada à publicação de pesquisa original, discussões técnicas e estudos de caso relacionados com a área de gestão do conhecimento.
Tem uma periodicidade trimestral. O seu primeiro factor de impacto é esperado em 2012.